# Frosinone Calcio 2017-2018
Questa voce raccoglie le informazioni riguardanti il Frosinone Calcio nelle competizioni ufficiali della stagione 2017-2018.

## Stagione
Nella stagione 2017-2018 il Frosinone disputa nuovamente il campionato di Serie B dopo aver perso la semifinale dei Playoff con il Carpi con il risultato totale di (1-0). La panchina in questa stagione è affidata a Moreno Longo dopo le dimissioni al termine della passata stagione di Pasquale Marino. Prende parte alla Coppa Italia Tim Cup a partire dal secondo turno, dove viene superato (0-1) il Pisa, mentre esce dal torneo neo terzo turno, eliminato (3-2) dall'Udinese.
Al termine della stagione regolare i ciociari mancano di pochissimo l'accesso diretto alla Serie A, finendo secondi a pari punti con il Parma con 72 punti alle spalle dell'Empoli, ma risultano terzi per via di un solo goal di differenza reti negli scontri diretti con i ducali. Infatti nell'ultima giornata del campionato, il Frosinone è beffato allo scadere da un Foggia ormai salvo, che segna il gol del pari in un Benito Stirpe gremito in ogni ordine di posti. Nei Play-off i giallazzurri, dopo aver eliminato il Cittadella nella doppia semifinale, centrano il ritorno nella massima serie, grazie al successo nella doppia finale contro il Palermo: all’andata i siciliani si impongono (2-1) grazie alle reti di La Gumina e all'autogol di Terranova, che rispondono al momentaneo vantaggio frusinate siglato da Ciano; nel ritorno allo Stirpe i padroni di casa ribaltano le sorti del doppio confronto con un (2-0) firmato Maiello e Ciano, un risultato che sancisce la promozione dei giallazzurri in Serie A.

## Divise e sponsor
Lo sponsor per la stagione 2017-2018 è la Banca Popolare del Frusinate, mentre lo sponsor tecnico è il marchio Legea.
| Casa | Trasferta | Terza Divisa |

## Organigramma societario
Area direttiva
- Presidente: Maurizio Stirpe
- Vice presidente: Vittorio Ficchi
- Direttore generale: Ernesto Salvini
- Direttore area finanza e controllo: Rosario Zoino

Area organizzativa
- Segretario generale: Raniero Pellegrini
- Segreteria: Anna Fanfarillo, Pierluigi D'Agostini
- Responsabile commerciale: Domenico Verdone
- Consulting Licensing & Retail: Franco La Torre
- Area legale: Aldo Ceci
- Sicurezza: Sergio Pinata

Area comunicazione
- Responsabile: Giovanni Lanzi

Area marketing
- Direttore area marketing, comunicazioni e rapporti istituzionali:  Salvatore Gualtieri
- Merchandising: Palladino
- S.L.O.: Fabio Buttarazzi

Area tecnica
- Direttore sportivo: Marco Giannitti
- Allenatore: Moreno Longo
- Vice-Allenatore: Dario Migliaccio
- Preparatore portieri: Massimo Ferraris
- Preparatore atletico: Paolo Nava

## Rosa
Rosa aggiornata al 17 gennaio 2018.
| N. |                   | Ruolo | Calciatore                  |
| -- | ----------------- | ----- | --------------------------- |
| 1  | Italia (bandiera) | P     | Massimo Zappino             |
| 3  | Italia (bandiera) | D     | Roberto Crivello            |
| 4  | Italia (bandiera) | D     | Adriano Russo               |
| 5  | Italia (bandiera) | C     | Mirko Gori                  |
| 6  | Ghana (bandiera)  | C     | Emmanuel Besea              |
| 7  | Italia (bandiera) | C     | Alessandro Frara (capitano) |
| 8  | Italia (bandiera) | C     | Raffaele Maiello            |
| 9  | Italia (bandiera) | A     | Daniel Ciofani              |
| 10 | Italia (bandiera) | C     | Danilo Soddimo              |
| 11 | Italia (bandiera) | C     | Andrea Beghetto             |
| 13 | Italia (bandiera) | D     | Matteo Ciofani              |
| 15 | Italia (bandiera) | D     | Lorenzo Ariaudo             |
| 16 | Italia (bandiera) | A     | Michele Volpe               |

| N. |                           | Ruolo | Calciatore         |
| -- | ------------------------- | ----- | ------------------ |
| 17 | Italia (bandiera)         | A     | Luca Paganini      |
| 18 | Italia (bandiera)         | A     | Federico Dionisi   |
| 19 | Italia (bandiera)         | A     | Luca Matarese      |
| 20 | Italia (bandiera)         | A     | Nicola Citro       |
| 21 | Italia (bandiera)         | C     | Paolo Sammarco     |
| 22 | Italia (bandiera)         | P     | Francesco Bardi    |
| 23 | Italia (bandiera)         | D     | Nicolò Brighenti   |
| 26 | Italia (bandiera)         | D     | Emanuele Terranova |
| 27 | Italia (bandiera)         | P     | Mauro Vigorito     |
| 28 | Italia (bandiera)         | A     | Camillo Ciano      |
| 32 | Slovenia (bandiera)       | D     | Luka Krajnc        |
| 35 | Ghana (bandiera)          | C     | Raman Chibsah      |
| 37 | Costa d'Avorio (bandiera) | C     | Moussa Koné        |

## Calciomercato

### Sessione estiva(dal 03/07 al 31/08)
| Acquisti | Acquisti          | Acquisti  | Acquisti                                                          |
| R.       | Nome              | da        | Modalità                                                          |
| -------- | ----------------- | --------- | ----------------------------------------------------------------- |
| P        | Francesco Bardi   | Inter     | prestito con diritto di riscatto e controriscatto                 |
| P        | Francesco Faiella | Albalonga | fine prestito                                                     |
| P        | Mauro Vigorito    |           | svincolato                                                        |
| D        | Matteo Belvisi    | Rieti     | fine prestito                                                     |
| D        | Luka Krajnc       | Cagliari  | prestito con obbligo di riscatto in caso di promozione in Serie A |
| C        | Andrea Beghetto   | Genoa     | prestito con obbligo di riscatto in caso di promozione in Serie A |
| C        | Raffaele Maiello  | Napoli    | definitivo                                                        |
| A        | Marco Preti       | Rieti     | fine prestito                                                     |
| A        | Camillo Ciano     | Cesena    | definitivo                                                        |
| A        | Luca Matarese     | Genoa     | definitivo                                                        |
| A        | Nicola Citro      | Trapani   | prestito con obbligo di riscatto                                  |

| Cessioni | Cessioni          | Cessioni         | Cessioni      |
| R.       | Nome              | a                | Modalità      |
| -------- | ----------------- | ---------------- | ------------- |
| P        | Francesco Bardi   | Inter            | fine prestito |
| P        | Valentin Cojocaru | Crotone          | fine prestito |
| P        | Francesco Faiella | Olympia Agnonese | definitivo    |
| D        | Vasyl' Pryjma     |                  | svincolato    |
| D        | Luka Krajnc       | Cagliari         | fine prestito |
| D        | Antonio Mazzotta  | Pescara          | fine prestito |
| D        | Riccardo Fiamozzi | Genoa            | fine prestito |
| D        | Matteo Belvisi    | Latina           | definitivo    |
| D        | Petar Mamić       | Inter Zaprešić   | definitivo    |
| C        | V″jačeslav Čurko  | Šachtar          | fine prestito |
| C        | Raffaele Maiello  | Napoli           | fine prestito |
| C        | Oliver Kragl      | Crotone          | definitivo    |
| A        | Benjamin Mokulu   | Avellino         | fine prestito |
| A        | Marco Preti       | Albalonga        | definitivo    |

### Sessione invernale(dal 03/01 al 31/01)
| Acquisti | Acquisti      | Acquisti  | Acquisti                                                          |
| R.       | Nome          | da        | Modalità                                                          |
| -------- | ------------- | --------- | ----------------------------------------------------------------- |
| C        | Raman Chibsah | Benevento | prestito con obbligo di riscatto in caso di promozione in Serie A |
| C        | Moussa Koné   | Cesena    | definitivo                                                        |

| Cessioni | Cessioni | Cessioni | Cessioni |
| R.       | Nome     | a        | Modalità |
| -------- | -------- | -------- | -------- |

## Risultati

### Serie B

#### Girone di andata
| Arbitro: | Illuzzi (Molfetta) |

|  |           |                          |
|  | Marcatori | 16’ Dionisi 83’ Paganini |

| Arbitro: | Di Martino (Teramo) |

|                             |           |             |
| D. Ciofani 21’ Crivello 25’ | Marcatori | 38’ Litteri |

| Arbitro: | Sacchi (Macerata) |

|                          |           |                               |
| Pettinari 4’, 39’, 45+1’ | Marcatori | 56’, 61’ Ciano 72’ D. Ciofani |

| Arbitro: | Rapuano (Rimini) |

|                                               |           |                         |
| Cassani 5’ (aut.) D. Ciofani 30’ Sammarco 71’ | Marcatori | 15’, 29’ (rig.) Improta |

| Arbitro: | Minelli (Varese) |

|  |           |                 |
|  | Marcatori | 90+5’ Terranova |

| Arbitro: | Abbattista (Molfetta) |

|                |           |  |
| Di Carmine 23’ | Marcatori |  |

| Frosinone 2 ottobre 2017, ore 20:30 7ª giornata | Frosinone       | 0 – 0 | Cremonese | Stadio Benito Stirpe (13001 spett.)\| Arbitro: \| Chiffi (Padova) \| |
| Arbitro:                                        | Chiffi (Padova) |       |           |                                                                      |

| Arbitro: | Pezzuto (Lecce) |

|                                |           |             |
| Chajia 51’ Beghetto 66’ (aut.) | Marcatori | 87’ Soddimo |

| Frosinone 14 ottobre 2017, ore 15:00 9ª giornata | Frosinone       | 0 – 0 | Palermo | Stadio Benito Stirpe (12430 spett.)\| Arbitro: \| La Penna (Roma) \| |
| Arbitro:                                         | La Penna (Roma) |       |         |                                                                      |

| Arbitro: | Serra (Torino) |

|             |           |              |
| Schiavi 43’ | Marcatori | 76’ Crivello |

| Arbitro: | Giua (Olbia) |

|                                                |           |                             |
| Soddimo 18’ M. Ciofani 47’ Citro 82’ Ciano 90’ | Marcatori | 10’ Gasparetto 74’ Angiulli |

| Arbitro: | Marini (Roma) |

|            |           |                |
| Modolo 20’ | Marcatori | 22’ M. Ciofani |

| Arbitro: | Nasca (Bari) |

|                      |           |                    |
| Maiello 8’ Ciano 26’ | Marcatori | 37’ (aut.) Maiello |

| Arbitro: | Marinelli (Tivoli) |

|                      |           |                |
| Gilardino 78’ (rig.) | Marcatori | 56’ D. Ciofani |

| Arbitro: | Baroni (Firenze) |

|                |           |                       |
| D. Ciofani 49’ | Marcatori | 5’ (rig.) L. Castaldo |

| Arbitro: | Piccinini (Forlì) |

|                                      |           |                            |
| Bardi 53’ (aut.) Caputo 90+1’, 90+3’ | Marcatori | 15’, 33’ Ciano 47’ Dionisi |

| Arbitro: | Pillitteri (Palermo) |

|                                             |           |                            |
| Beghetto 21’ Dionisi 35’ (rig.) Soddimo 77’ | Marcatori | 18’, 31’ Laribi 83’ Jallow |

| Arbitro: | Saia (Palermo) |

|                       |           |  |
| Citro 29’ Dionisi 76’ | Marcatori |  |

| Arbitro: | Abbattista (Molfetta) |

|             |           |                |
| Mbakogu 82’ | Marcatori | 57’ D. Ciofani |

| Arbitro: | Serra (Torino) |

|                                    |           |                                          |
| Ciano 34’, 56’ D. Ciofani 60’, 72’ | Marcatori | 1’ De Luca 64’ Diaw 77’ (rig.) La Mantia |

| Arbitro: | Chiffi (Padova) |

|             |           |                     |
| Beretta 40’ | Marcatori | 63’, 77’ D. Ciofani |

#### Girone di ritorno
| Arbitro: | Di Martino (Teramo) |

|                                                     |           |  |
| Dionisi 6’ Ariaudo 25’ M. Ciofani 30’ Terranova 62’ | Marcatori |  |

| Arbitro: | Rapuano (Rimini) |

|             |           |                         |
| Varnier 80’ | Marcatori | 4’ Ciano 60’ D. Ciofani |

| Arbitro: | Ros (Pordenone) |

|                                       |           |  |
| Ciano 50’ Terranova 64’ Chibsah 90+3’ | Marcatori |  |

| Arbitro: | Di Paolo (Avezzano) |

|           |           |  |
| Kozák 63’ | Marcatori |  |

| Arbitro: | Illuzzi (Molfetta) |

|                           |           |  |
| Dionisi 7’ D. Ciofani 23’ | Marcatori |  |

| Arbitro: | Ghersini (Genova) |

|            |           |                                          |
| Soddimo 9’ | Marcatori | 14’ Cerri 74’ Mustacchio 90+4’ Buonaiuto |

| Arbitro: | Piccinini (Forlì) |

|                                        |           |                                 |
| Scappini 20’ (rig.) Piccolo 32’ (rig.) | Marcatori | 66’ D. Ciofani 74’ (rig.) Ciano |

| Arbitro: | Baroni (Firenze) |

|           |           |  |
| Citro 24’ | Marcatori |  |

| Arbitro: | Pinzani (Empoli) |

|             |           |  |
| Gnahoré 47’ | Marcatori |  |

| Frosinone 17 marzo 2018, ore 15:00 31ª giornata | Frosinone      | 0 – 0 | Salernitana | Stadio Benito Stirpe (11599 spett.)\| Arbitro: \| Saia (Palermo) \| |
| Arbitro:                                        | Saia (Palermo) |       |             |                                                                     |

| Terni 25 marzo 2018, ore 15:00 32ª giornata | Ternana         | 0 – 0 referto | Frosinone | Stadio Libero Liberati (4128 spett.)\| Arbitro: \| Chiffi (Padova) \| |
| Arbitro:                                    | Chiffi (Padova) |               |           |                                                                       |

| Arbitro: | Serra (Torino) |

|                       |           |                    |
| Maiello 53’ Citro 61’ | Marcatori | 25’ (aut.) Ariaudo |

| Arbitro: | Pezzuto (Lecce) |

|                    |           |  |
| Di Gaudio 20’, 37’ | Marcatori |  |

| Arbitro: | Minelli (Varese) |

|                    |           |                      |
| Dionisi 58’ (rig.) | Marcatori | 90+3’ (rig.) Pessina |

| Arbitro: | Sacchi (Macerata) |

|  |           |                          |
|  | Marcatori | 84’ Dionisi 89’ Paganini |

| Arbitro: | Abbattista (Molfetta) |

|               |           |                                                  |
| Ciano 1’, 52’ | Marcatori | 49’ Krunić 61’ Di Lorenzo 78’ Caputo 90+1’ Lollo |

| Arbitro: | Di Paolo (Avezzano) |

|                   |           |  |
| Laribi 52’ (rig.) | Marcatori |  |

| Arbitro: | Marinelli (Tivoli) |

|          |           |                      |
| Ndoj 10’ | Marcatori | 38’ Gori 90+5’ Ciano |

| Arbitro: | Giua (Olbia) |

|            |           |  |
| Dionisi 5’ | Marcatori |  |

| Arbitro: | Nasca (Bari) |

|  |           |             |
|  | Marcatori | 45’ Dionisi |

| Arbitro: | Sacchi (Macerata) |

|                               |           |                         |
| Paganini 68’ Rubin 73’ (aut.) | Marcatori | 35’ Mazzeo 89’ Floriano |

#### Play-off
| Arbitro: | Piccinini (Forlì) |

|               |           |              |
| Chiaretti 43’ | Marcatori | 17’ Paganini |

| Arbitro: | Nasca (Bari) |

|          |           |            |
| Gori 47’ | Marcatori | 75’ Kouamé |

| Arbitro: | Chiffi (Padova) |

|                                    |           |          |
| La Gumina 45’ Terranova 81’ (aut.) | Marcatori | 5’ Ciano |

| Arbitro: | La Penna (Roma) |

|                         |           |  |
| Maiello 52’ Ciano 90+6’ | Marcatori |  |

### Coppa Italia

#### Turni preliminari
| Arbitro: | Minelli (Varese) |

|  |           |                |
|  | Marcatori | 31’ D. Ciofani |

| Arbitro: | Giacomelli (Trieste) |

|                                    |           |                       |
| Théréau 29’ Lasagna 63’ Jankto 71’ | Marcatori | 37’ Gori 78’ Crivello |

## Statistiche

### Statistiche di squadra
| Competizione | Punti | In casa | In casa | In casa | In casa | In casa | In casa | In trasferta | In trasferta | In trasferta | In trasferta | In trasferta | In trasferta | Totale | Totale | Totale | Totale | Totale | Totale |
| Competizione | Punti | G       | V       | N       | P       | Gf      | Gs      | G            | V            | N            | P            | Gf           | Gs           | G      | V      | N      | P      | Gf     | Gs     |
| ------------ | ----- | ------- | ------- | ------- | ------- | ------- | ------- | ------------ | ------------ | ------------ | ------------ | ------------ | ------------ | ------ | ------ | ------ | ------ | ------ | ------ |
| Serie B      | 72    | 21      | 12      | 7       | 2       | 40      | 24      | 21           | 7            | 8            | 6            | 25           | 23           | 42     | 19     | 15     | 8      | 65     | 47     |
| Play-off     | -     | 2       | 1       | 1       | 0       | 3       | 1       | 2            | 0            | 1            | 1            | 2            | 3            | 4      | 1      | 2      | 1      | 5      | 4      |
| Coppa Italia | -     | 0       | 0       | 0       | 0       | 0       | 0       | 2            | 1            | 0            | 1            | 3            | 3            | 2      | 1      | 0      | 1      | 3      | 3      |
| Totale       |       | 23      | 13      | 8       | 2       | 43      | 25      | 25           | 8            | 9            | 8            | 30           | 29           | 48     | 21     | 17     | 10     | 73     | 54     |

### Andamento in campionato
| Giornata  | 1 | 2 | 3 | 4 | 5 | 6 | 7 | 8 | 9 | 10 | 11 | 12 | 13 | 14 | 15 | 16 | 17 | 18 | 19 | 20 | 21 | 22 | 23 | 24 | 25 | 26 | 27 | 28 | 29 | 30 | 31 | 32 | 33 | 34 | 35 | 36 | 37 | 38 | 39 | 40 | 41 | 42 |
| --------- | - | - | - | - | - | - | - | - | - | -- | -- | -- | -- | -- | -- | -- | -- | -- | -- | -- | -- | -- | -- | -- | -- | -- | -- | -- | -- | -- | -- | -- | -- | -- | -- | -- | -- | -- | -- | -- | -- | -- |
| Luogo     | T | C | T | C | T | T | C | T | C | T  | C  | T  | C  | T  | C  | T  | C  | C  | T  | C  | T  | C  | T  | C  | T  | C  | C  | T  | C  | T  | C  | T  | C  | T  | C  | T  | C  | T  | T  | C  | T  | C  |
| Risultato | V | V | N | V | V | P | N | P | N | N  | V  | N  | V  | N  | N  | N  | N  | V  | N  | V  | V  | V  | V  | V  | P  | V  | P  | N  | V  | P  | N  | N  | V  | P  | N  | V  | P  | P  | V  | V  | V  | N  |
| Posizione | 4 | 2 | 3 | 2 | 1 | 2 | 1 | 3 | 3 | 6  | 2  | 3  | 1  | 2  | 3  | 4  | 5  | 3  | 4  | 2  | 2  | 1  | 1  | 1  | 2  | 2  | 2  | 2  | 1  | 2  | 2  | 2  | 2  | 3  | 3  | 2  | 4  | 4  | 3  | 2  | 2  | 3  |

Fonte:  CLASSIFICA SERIE B 17/18, su legab.it. URL consultato il 28 agosto 2017 (archiviato dall'url originale il 12 gennaio 2018).
Legenda:

Luogo: C = Casa; T = Trasferta. Risultato: V = Vittoria; N = Pareggio; P = Sconfitta.

### Statistiche dei giocatori
| Giocatore    | Serie B  | Serie B | Serie B     | Serie B    | Play-off | Play-off | Play-off    | Play-off   | Coppa Italia | Coppa Italia | Coppa Italia | Coppa Italia | Totale   | Totale | Totale      | Totale     |
| Giocatore    | Presenze | Reti    | Ammonizioni | Espulsioni | Presenze | Reti     | Ammonizioni | Espulsioni | Presenze     | Reti         | Ammonizioni  | Espulsioni   | Presenze | Reti   | Ammonizioni | Espulsioni |
| ------------ | -------- | ------- | ----------- | ---------- | -------- | -------- | ----------- | ---------- | ------------ | ------------ | ------------ | ------------ | -------- | ------ | ----------- | ---------- |
| M. Zappino   | 1        | -2      | 0           | 0          | 0        | -0       | 0           | 0          | 2            | -3           | 0            | 0            | 3        | -5     | 0           | 0          |
| R. Crivello  | 16       | 2       | 2           | 0          | 4        | 0        | 1           | 0          | 2            | 1            | 0            | 0            | 22       | 3      | 3           | 0          |
| A. Russo     | 6        | 0       | 2           | 0          | 0        | 0        | 0           | 0          | 0            | 0            | 0            | 0            | 6        | 0      | 2           | 0          |
| M. Gori      | 29       | 1       | 7           | 0          | 4        | 1        | 1           | 0          | 2            | 1            | 2            | 0            | 35       | 3      | 10          | 0          |
| E. Besea     | 6        | 0       | 0           | 0          | 0        | 0        | 0           | 0          | 0            | 0            | 0            | 0            | 6        | 0      | 0           | 0          |
| A. Frara     | 10       | 0       | 0           | 0          | 3        | 0        | 1           | 0          | 2            | 0            | 0            | 0            | 15       | 0      | 1           | 0          |
| R. Maiello   | 36       | 2       | 3           | 0          | 2        | 1        | 0           | 0          | 0            | 0            | 0            | 0            | 38       | 3      | 3           | 0          |
| D. Ciofani   | 31       | 13      | 3           | 0          | 0        | 0        | 0           | 0          | 2            | 1            | 0            | 0            | 33       | 14     | 3           | 0          |
| D. Soddimo   | 21       | 4       | 2           | 1          | 2        | 0        | 1           | 0          | 2            | 0            | 0            | 0            | 25       | 4      | 3           | 1          |
| A. Beghetto  | 31       | 1       | 2           | 0          | 0        | 0        | 0           | 0          | 1            | 0            | 0            | 0            | 32       | 1      | 2           | 0          |
| M. Ciofani   | 39       | 3       | 6           | 0          | 4        | 0        | 1           | 0          | 2            | 0            | 0            | 0            | 45       | 3      | 7           | 0          |
| L. Ariaudo   | 34       | 1       | 10          | 0          | 0        | 0        | 0           | 0          | 2            | 0            | 0            | 0            | 36       | 1      | 10          | 0          |
| M. Volpe     | 3        | 0       | 1           | 0          | 0        | 0        | 0           | 0          | 1            | 0            | 0            | 0            | 4        | 0      | 1           | 0          |
| L. Paganini  | 18       | 3       | 1           | 0          | 2        | 1        | 1           | 0          | 2            | 0            | 0            | 0            | 22       | 4      | 2           | 0          |
| F. Dionisi   | 35       | 10      | 8           | 1          | 4        | 0        | 2           | 0          | 1            | 0            | 0            | 0            | 40       | 10     | 10          | 1          |
| L. Matarese  | 9        | 0       | 0           | 0          | 1        | 0        | 0           | 0          | 0            | 0            | 0            | 0            | 10       | 0      | 0           | 0          |
| N. Citro     | 31       | 4       | 2           | 0          | 3        | 0        | 0           | 0          | 0            | 0            | 0            | 0            | 34       | 4      | 2           | 0          |
| P. Sammarco  | 18       | 1       | 1           | 0          | 2        | 0        | 0           | 0          | 2            | 0            | 0            | 0            | 22       | 1      | 1           | 0          |
| F. Bardi     | 25       | -27     | 1           | 0          | 0        | -0       | 0           | 0          | 0            | -0           | 0            | 0            | 25       | -27    | 1           | 0          |
| N. Brighenti | 32       | 0       | 6           | 1          | 2        | 0        | 0           | 0          | 0            | 0            | 0            | 0            | 34       | 0      | 6           | 1          |
| E. Terranova | 36       | 3       | 5           | 1          | 4        | 0        | 0           | 0          | 1            | 0            | 1            | 0            | 41       | 3      | 6           | 1          |
| M. Vigorito  | 17       | -18     | 1           | 0          | 4        | -4       | 0           | 0          | 0            | -0           | 0            | 0            | 21       | -22    | 1           | 0          |
| C. Ciano     | 42       | 14      | 4           | 0          | 4        | 2        | 1           | 0          | 2            | 0            | 0            | 0            | 48       | 16     | 5           | 0          |
| L. Krajnc    | 27       | 0       | 4           | 0          | 4        | 0        | 1           | 0          | 2            | 0            | 0            | 0            | 33       | 0      | 5           | 0          |
| R. Chibsah   | 16       | 1       | 5           | 0          | 3        | 0        | 0           | 0          | 0            | 0            | 0            | 0            | 19       | 1      | 5           | 0          |
| M. Koné      | 14       | 0       | 1           | 0          | 4        | 0        | 0           | 0          | 0            | 0            | 0            | 0            | 18       | 0      | 1           | 0          |